# L'Affaire Monet
Ne doit pas être confondu avec L'Affaire Manet.
Pour les articles homonymes, voir The Forger.
Pour plus de détails, voir Fiche technique et Distribution.
L'Affaire Monet ou L'ultime vol au Québec (The Forger) est un thriller américain réalisé par Philip Martin, sorti en 2014. En France, le film sort directement en vidéo en 2016.

## Synopsis
Raymond J. Cutter, meilleur faussaire d'art au monde, passe un accord avec un syndicat du crime, pour obtenir une libération anticipée de prison. En retour, il doit effectuer un vol impossible : dérober un tableau de Claude Monet dans un musée et le remplacer par une réplique si parfaite que personne ne s'en apercevra. Il sollicite alors l'aide de son père et de son fils.

## Fiche technique
- Titre original : The Forger
- Titre français : L'Affaire Monet
- Titre québécois : L'ultime vol
- Réalisation : Philip Martin
- Scénario : Richard D'Ovidio
- Décors : Derek R. Hill
- Costumes : Abigail Murray
- Photographie : John Bailey
- Montage : Peter Boyle et Joan Sobel
- Musique : Rob Cairns
- Production : Rob Carliner, Al Corley, Eugene Musso et Bart Rosenblatt

Producteurs délégués : Gordon Bijelonic, Jonathan Dana, Randi Michel, Myles Nestel, Phil Stephenson et Lisa Wilson
- Sociétés de production : Code Entertainment, Freedom Media, Solution Entertainment Group et Vermillion Productions
- Sociétés de distribution : Saban Films (États-Unis), Ateliers Du Fresne (France)
- Budget : 11 millions de dollars
- Pays de production :  États-Unis
- Langue originale : anglais
- Format : couleur - 2.35:1
- Genre : thriller, film de casse
- Durée : 91 minutes
- Dates de sortie[3] : 
  - États-Unis : 12 septembre 2014 (festival international du film de Toronto)
  - États-Unis : 24 avril 2015
  - France : 16 octobre 2016 (directement en vidéo)

## Distribution
- John Travolta (VF : Michaël Cermzeno) : Raymond J. Cutter
- Christopher Plummer (VF : Miguel Ángel Jenner) : Joseph Cutter
- Tye Sheridan (VF : Michel Barrio) : Will Cutter
- Abigail Spencer (VF : Sophie 0) : l'agent Catherine Paisley
- Anson Mount (VF : Éric Bonicatto) : Keegan
- Marcus Thomas (VF : Jean-Didier Aïssy) : Carl
- Jennifer Ehle : Kim Cutter
- Travis Aaron Wade (VF : Olivier Valiente) : l'inspecteur Devlin

## Production
Le tournage a commencé en octobre 2013,.

## Critique
Le film reçoit en majorité des critiques négatives. Sur Rotten Tomatoes, le film détient une cote de 6 %, avec une note moyenne de 4,1/10 basée sur 31 avis. L'avis sur le site anglais se traduit ainsi : « Tellement ennuyeux que le personnage principal est éclipsé par sa perruque, L'Affaire Monet n'offre ni un frisson ni un soupçon de suspense que ce film ne pourrait même pas être un bon téléfilm ». Sur Metacritic, il obtient une moyenne de seulement 32 sur 100 (« avis globalement défavorable ») pour 16 critiques.